# Petja Pyrwanowa
Petja Angełowa Pyrwanowa, bułg. Петя Ангелова Първанова (ur. 12 lipca 1960 w Sofii) – bułgarska urzędniczka państwowa i tłumaczka, w 2013 minister edukacji, młodzieży i nauki.

## Życiorys
W 1991 uzyskała magisterium z germanistyki na Uniwersytecie Sofijskim im. św. Klemensa z Ochrydy, a w 1998 z prawa w Nowym Uniwersytecie Bułgarskim w Sofii. Od 1978 do 1981 pracowała w biurze podróży Bałkanturist i w instytucie stenograficznym. Od 1982 do 1990 zatrudniona jako tłumaczka w ambasadzie Bułgarii w NRD, od 1990 do 1998 pracowała jako tłumaczka w różnych przedsiębiorstwach. W latach 1999–2001 kierowała wydziałem współpracy międzynarodowej w biurze prokuratora generalnego, następnie w 2001 została dyrektorem działu współpracy międzynarodowej w resorcie spraw wewnętrznych (odpowiadała m.in. za negocjacje akcesyjne z Unią Europejską w zakresie polityki wewnętrznej). Uzyskała awans na stopień generalski w policji.
W marcu 2013 objęła urząd ministra spraw wewnętrznych w przejściowym gabinecie Marina Rajkowa, który sprawowała do maja tegoż roku. W 2016 mianowana dyrektorem państwowej agencji zajmującej się sprawami uchodźców.
W 2019 odznaczona Legią Honorową V klasy.